# 李晓晓
李晓晓（？—2021年10月31日），中华人民共和国残疾人乒乓球运动员。

## 生平
2014年6月，李晓晓因为车祸造成颈椎567节神经完全性损伤，致使高位截瘫。成为残疾人后，晓晓没有自暴自弃，而是乐观面对生活，不仅直播带货获得一些收入，也开始练习打乒乓球。
2019年，晓晓与前男友在社交平台上相识，沟通一段时间后，二人在现实中见面，并决定交往，这是晓晓在瘫痪后的第一次恋爱。2021年9月，晓晓在个人社交平台谈及二人已分手，并透露其前男友好吃懒做，脾气暴躁，日常开销大多来自自己的父母、晓晓的父母或网络借款，有些时候甚至还肆意挥霍晓晓辛苦赚来的钱，最终导致分手。。
2021年10月30日，晓晓代表山西参加完第十一届残疾人运动会乒乓球项目后，从西安返回老家。10月31日，晓晓的前男友多次向晓晓请求重新在一起不成，加之自身生活挫败，晓晓却名利双收，因此恼羞成怒持刀前往晓晓家中，将正在睡觉的晓晓捅伤身亡，晓晓父母在阻止行凶过程中也受了伤。